# Blauwzwarte schildhagedis
De blauwzwarte schildhagedis (Cordylosaurus subtessellatus) is een hagedis uit de familie schildhagedissen (Gerrhosauridae).

## Naamgeving
De soort werd voor het eerst wetenschappelijk beschreven door Andrew Smith in 1846. Oorspronkelijk werd de naam Gerrhosaurus subtessellatus gebruikt. De hagedis werd ook eens ingedeeld in het geslacht Pleurostrichus. De blauwzwarte schildhagedis is de enige soort uit het monotypische geslacht Cordylosaurus. Vroeger werden twee ondersoorten onderscheiden op basis van grootte van de kop en de al dan niet gekielde schubben. Later bleek dat deze variaties onder alle populaties voorkomen.

## Uiterlijke kenmerken
De blauwzwarte schildhagedis lijkt op een skink omdat het lichaam langwerpig en rond is en relatief kleine pootjes heeft. De hagedis heeft een slang-achtig voorkomen en kan maximaal 15 centimeter lang worden. De lichaamskleur is zwart met een meestal blauwe staart, vooral bij de jonge dieren, en over het hele lijf lopen witte tot gele brede lengtestrepen aan iedere bovenzijde van de flank. De buik is wit en de poten meestal bruin van kleur.
Deze soort heeft een erg spitse snuit en een wat afgeplat lichaam om beter in rotsspleten te kruipen. De kop heeft geen duidelijk insnoering en is moeilijk te onderscheiden van het lichaam. De oogleden hebben een doorzichtig venster zodat de hagedis met gesloten ogen toch kan zien. De poten zijn klein maar goed ontwikkeld en dragen vijf tenen en vingers met duidelijke klauwtjes.
De naam schildhagedis komt van de kleine beenplaatjes onder de huid als extra bescherming, die alle soorten uit de familie hebben. Op de flanken ontbreken de plaatjes en hier is een huidplooi aanwezig zodat het dier wat uit kan dijen. Dit is niet alleen handig om adem te kunnen halen of tijdens de zwangerschap, maar de hagedis kan zich ook vol lucht blazen en zich zo vastzetten in rotsspleten.

## Verspreiding en habitat
De blauwzwarte schildhagedis komt voor in delen van zuidelijk Afrika en leeft in de landen Angola, Botswana, Namibië,Canarische Eilanden en Zuid-Afrika.
De hagedis houdt van stenige gebieden met klippen of rotsen maar ook enige vegetatie waar hij onder kan schuilen. De habitat bestaat uit drogere savannen tot halfwoestijnen.

## Levenswijze
Op het menu staan insecten en andere kleine geleedpotigen die overdag worden gevangen. De blauwe staart dient als afleiding voor predatoren en breekt veel sneller af dan bij andere hagedissen die caudale autotomie kennen; het weer aangroeien van de staart nadat deze is achtergelaten bij een vijand.
De vrouwtjes zijn eierleggend, de twee witte eieren worden afgezet tussen de rotsen in de zomer. Aan het eind van de zomer komen de juvenielen tevoorschijn die al direct op de ouderdieren lijken, inclusief de blauwe staart.